# PrimarWebQuests
Der Begriff PrimarWebQuest steht für WebQuests, die in der Primarstufe eingesetzt werden, also eine internetbasierte Unterrichtseinheit für Schülerinnen und Schüler in der Grundschule, in der vorwiegend mit Internetquellen gearbeitet wird. Dabei werden Themen projektorientiert mit Hilfe von gezielt ausgewählten Informationen im Internet bearbeitet. Anschließend präsentieren die Schülerinnen und Schüler ihr Ergebnis. Es wird in Gruppen zwischen zwei und vier Schülern gearbeitet. Dies hängt von den Schülern selbst, vom Thema oder auch von den technischen Voraussetzungen ab. Es besteht jedoch auch die Möglichkeit ein PrimarWebQuest in Einzelarbeit bearbeiten zu lassen.
WebQuests sollen thematisch sowie bezüglich (Internet)Quellen und Ergebnispräsentation an die Lernsituation und Lerngruppe angepasst werden. Unterschiede im Schwierigkeitsgrad zeigen sich beispielsweise in der Offenheit der Aufgabenstellung oder der Dichte und Komplexität der (Internet)Quellen, mit denen gearbeitet werden soll.
Die Methode WebQuest wurde ursprünglich von Dodge & March um 1995 entwickelt. Doch wurden auf dem Weg zum PrimarWebQuest über Moser und Bescherer einige Veränderungen vollzogen. Die hier behandelte Form von PrimarWebQuest wurde eigens für die Anforderungen in der Grundschule von Christof Schreiber an der Goethe-Universität Frankfurt (Main) im Rahmen des Projektes Lehr@mt angepasst.

## Entwicklung der PrimarWebQuest-Methode
Wie in der Tabelle (unten) zu sehen ist, besteht das PrimarWebQuest nur noch aus fünf Stufen. Bescherers Abschnitte ‚Aufgabe‘ und ‚Vorgehen‘ sind im Schritt ‚Projekt‘ zusammengefasst. Im Unterschied zur WebQuest-Methode, wie sie von Bescherer genutzt wird, werden den Schülerinnen und Schülern auch keine unterschiedlichen Rollen zugeteilt. Ihnen ist in der Regel die Rolle des ‚Forschers‘ vorgegeben, da der Wechsel der Perspektive den Schülerinnen und Schülern der Primarstufe schwerfällt.
| Dodge                  | Moser            | Bescherer  | Schreiber     |
| ---------------------- | ---------------- | ---------- | ------------- |
| 1. introduction        | Thema            | Einleitung | Einleitung    |
| 2. task                | Aufgabenstellung | Aufgabe    | Projekt       |
| 3. information/sources | Ressourcen       | Vorgehen   |               |
| 4. process             | Prozess          | Quellen    | Quellen       |
| 5. guidance            | Evaluation       | Bewertung  | Anforderungen |
| 6. conclusion          | Präsentation     | Fazit      | Ausblick      |

Die Tabelle zeigt die Entwicklung der Methode von den Anfängen (Dodge), den ersten deutschsprachigen WebQuests (Moser), WebQuests zur Mathematik in der Sekundarstufe (Bescherer) hin zum PrimarWebQuest (Schreiber) für die Grundschule.

## Die Struktur
Nicht nur Anzahl und Bezeichnung der Schritte haben sich verändert, sondern auch Inhalt und Aufbau des WebQuest an sich.
- Einleitung: Die Einleitung bildet einen kurzen und verständlichen Einstieg in das Thema. Diese dient dazu, die Schülerinnen und Schüler zu motivieren und ihr Interesse am Thema zu wecken. Häufig wird hierfür ein Bezug zwischen Lebenswelt der Kinder und dem Inhalt hergestellt. Die Einleitung sollte im Unterricht durch die Lehrkraft ergänzt werden.
- Projekt: Die Projektbeschreibung erfolgt auf der Seite ‚Projekt‘. Die ursprünglichen Kategorien Aufgabe und Vorgehen[8] sind hier zusammengefasst. Dennoch ist die Aufteilung noch erkennbar, da zu Beginn ein kurz gehaltener Text die Aufgabe skizziert und in einer folgenden Tabelle die einzelnen Arbeitsschritte übersichtlich aufführt. Besonders wichtig ist die Unterteilung in einzelne Schritte, damit die Aufgabe insgesamt besser zu lösen ist. Um alle Teilaufgaben immer vor Augen zu haben, lassen sich die Arbeitsschritte im Optimalfall nochmals über einen entsprechenden Button separat ausdrucken.
- Quellen: Es werden in erster Linie Quellen aus dem Internet genutzt. Allerdings sollten nicht nur Internetseiten zur Bearbeitung der Aufgabe verwendet werden. Auf einem Materialtisch kann von Kinderlexika über CD oder Materialien bis hin zu Zeitungen alles zur Verfügung gestellt werden. Prinzipiell ist jede Quelle denkbar, soweit sie sinnvoll zur Erschließung des Themas passt. Die Quelle sollte vorher ausgewählt worden und für die Schüler direkt zu erreichen sein. Außerdem muss der Inhalt für die Lerngruppe verständlich sein. Hier kann es erforderlich werden, verschiedene Quellen der Lerngruppe entsprechend zu überarbeiten oder zu verändern.
- Anforderungen: Unter diesem Punkt werden die Anforderungen an die Schüler kurz und verständlich formuliert, den Schülern transparent gemacht. Diese Anforderungen dienen als Grundlage für die Lerngruppen, sich selbst einschätzen zu können. Ihre eigenen Einschätzungen bezüglich ihrer Leistungen halten sie auf dem Bewertungsbogen fest, den sie sich direkt von der Anforderungsseite aus ausdrucken können. Er dient dann als Basis in einem Reflexionsgespräch mit der Lehrkraft.
- Ausblick: Aus Bescherers Fazit wurde im PrimarWebQuest die Kategorie Ausblick. Er sollte thematisch möglichst mit der Einleitung verknüpft sein und somit auch einen Ausblick auf die Lebenswelt der Kinder bieten. Dies kann in Form von weiterführenden Fragen oder durch Verweise auf die Anwendbarkeit der gemachten Ergebnisse geschehen. Als Angebot einer Binnendifferenzierung kann der Ausblick genutzt werden, wenn es den Schülern möglich ist, über einen weiterführenden Link Wissen zu vertiefen oder zu testen.

## Lehrerinformationen
Abseits der Schülernavigationsleiste kann man über einen weiteren Link die Seite für Lehrkräfte erreichen. Hier finden sich zweierlei Arten von Informationen für die Lehrperson. Einerseits gibt es zur Methode PrimarWebQuest allgemeine Informationen, die didaktisch/methodischen Hinweise, Bemerkungen zum Umgang sowie Verweise zum Finden und Erstellen.
Zusätzlich gibt es einen Teil, der spezifisch auf das vorliegende PrimarWebQuest bezogen ist. Neben Hinweisen zu den verwendeten Quellen, werden hier im Sinne der klassischen Unterrichtsplanung einer Einheit Informationen zu Lernvoraussetzungen, der thematisierten Sache, zeitlicher und räumlicher Planung sowie dem didaktischen Bezug gegeben.
Erstellen lassen sich PrimarWebQuests auf dem klassischen Weg der Programmierung einer Webseite. Es existieren allerdings auch WebQuest-Portale, die hierbei oder bei der Suche nach PrimarWebQuests behilflich sind. Ebenso existieren WebQuest-Generatoren, beispielsweise bei der Zentrale für Unterrichtsmedien (ZUM) oder dem Hessischen Bildungsserver.

## Didaktischer Hintergrund des PrimarWebQuest
Kurz gesagt, geht es bei PrimarWebQuests in erster Linie um selbstbestimmtes, forschendes Lernen und die Möglichkeit, eigene Entdeckungen zu machen, wobei die Lernenden in der Regel mit genau vorgegebenen Quellen arbeiten und Schritte für die Bearbeitung mehr oder weniger offen vorgegeben sind. Dabei werden einige Merkmale des projektorientierten Unterrichts erfüllt.
Moser nahm 2008 eine Einteilung vor, um WebQuests zu strukturieren und zu kategorisieren. Nach dieser eignet sich insbesondere jenes WebQuest gut für die Grundschule, in dem es darum geht, „Informationen zusammenzutragen, zu strukturieren und »Wissens- und Erfahrungswelten« zu schaffen“. Doch auch das Vergleichen von Informationen, um Rätsel und Probleme zu lösen, kann gefordert werden. Und auch WebQuests, bei denen die Schüler über das Internet Kontakt zu Experten, Zeitzeugen oder anderen Klassen aufnehmen sollen, finden ihren Einsatz im Unterricht.
Gerber spricht vom WebQuest als ein „didaktisches Modell, um sinnvoll mit dem PC zu arbeiten“. Man kann aber noch weitergehen und sagen, dass insbesondere die Arbeit mit und im Internet unter anderem über die Quellenauswahl sinnvoll gestaltet und angeleitet wird, wobei von allen Experten betont wird, dass es nicht um die Ausbildung der Kompetenzen zur eigenständigen Recherche im Internet geht. Dennoch können die Schülerinnen und Schüler im Umgang mit den Internetquellen ein Qualitätsbewusstsein für Internetseiten ausbilden.
PrimarWebQuests werden auch gezielt im bilingualen Unterricht genutzt. Sie eignen sich besonders für bilingualen Unterricht, weil hier authentische Quellen über das Internet zur Verfügung stehen und weil über diese Quellen auch ein unterkulturelles Lernen möglich ist.